# Эукланн, Йёрген
Йёрген Эукланн (норв. Jørgen Aukland; род. 6 августа 1975, Тёнсберг, Эстланд) — норвежский лыжник, призёр этапа Кубка мира, обладатель Марафонского Кубка, один из сильнейших лыжников-марафонцев начала 21-го века. Брат известного лыжника Андерса Эукланна.

## Карьера
В Кубке мира Эукланн дебютировал 7 марта 2001 года, в январе 2004 года единственный раз в карьере попал в тройку лучших на этапе Кубка мира, в марафонской гонке на 70 км. Лучшим достижением Эукланна в общем итоговом зачёте Кубка мира является 67-е место в сезоне 2003/04. В рамках Марафонского Кубка имеет на своём счету 7 побед и ещё 17 раз он попадал в тройку лучших. В сезоне 2002/03 Эукланн победил в общем зачёте Марафонского Кубка, а в сезоне 2006/07 занял второе место.
За свою карьеру в чемпионатах мира, и Олимпийских играх участия не принимал. На чемпионатах Норвегии, один раз попадал в призёры, заняв 3-е место в гонке на 50 км свободным ходом в 2002 году.